# Dùn Àluinn (roman)
Dùn Àluinn est un roman de Iain MacCormaig (1860-1947), en gaélique écossais. Comme Les Mystères de Paris ou Les Trois Mousquetaires, il est d'abord publié pour la première fois en 1910, sous forme de feuilleton dans l'hebdomadaire écossais The People's Journal, avant d'être édité en volume, en 1912. Il est considéré comme le premier roman moderne achevé de la littérature gaélique écossaise.
Il raconte l'horreur des Highland Clearances et de Cailean Òg, l'héritier d'un propriétaire terrien tyrannique, qui est déshérité. L'un des personnages intéressants de ce roman est le pasteur, dont les sermons portent sur le socialisme. Le rythme est considéré comme rapide pour un roman de cette époque, et la toile de fond relativement exotique, car une partie de l'histoire se déroule en Nouvelle-Zélande.